# 斯芬克斯天文台
斯芬克斯天文台（德語：Sphinx-Observatorium）是一個位於瑞士少女峰山坳的天文台。該天文台名稱來自所在的岩石山頂「斯芬克斯」。斯芬克斯天文台海拔3,571公尺，是世界上海拔最高的天文台之一。該天文台所屬的觀景平台向一般大眾開放，並且是瑞士海拔第二高的觀景平台。並且山頂有隧道和歐洲最高火車站少女峰山坳火车站相連結，可搭乘電梯連絡。 
在天文台旁的觀景平台可看到距離天文台數公里內的少女峰、僧侣峰和艾格峰 。

## 大眾媒體中的斯芬克斯天文台
在印度宝莱坞電影奇魔俠3中，該天文台是劇中反派角色 Kaal 的實驗室。

## 外部連結
- High Altitude Research Stations Jungfraujoch and Gornergrat (HFSJG) （页面存档备份，存于）